# Zeekr

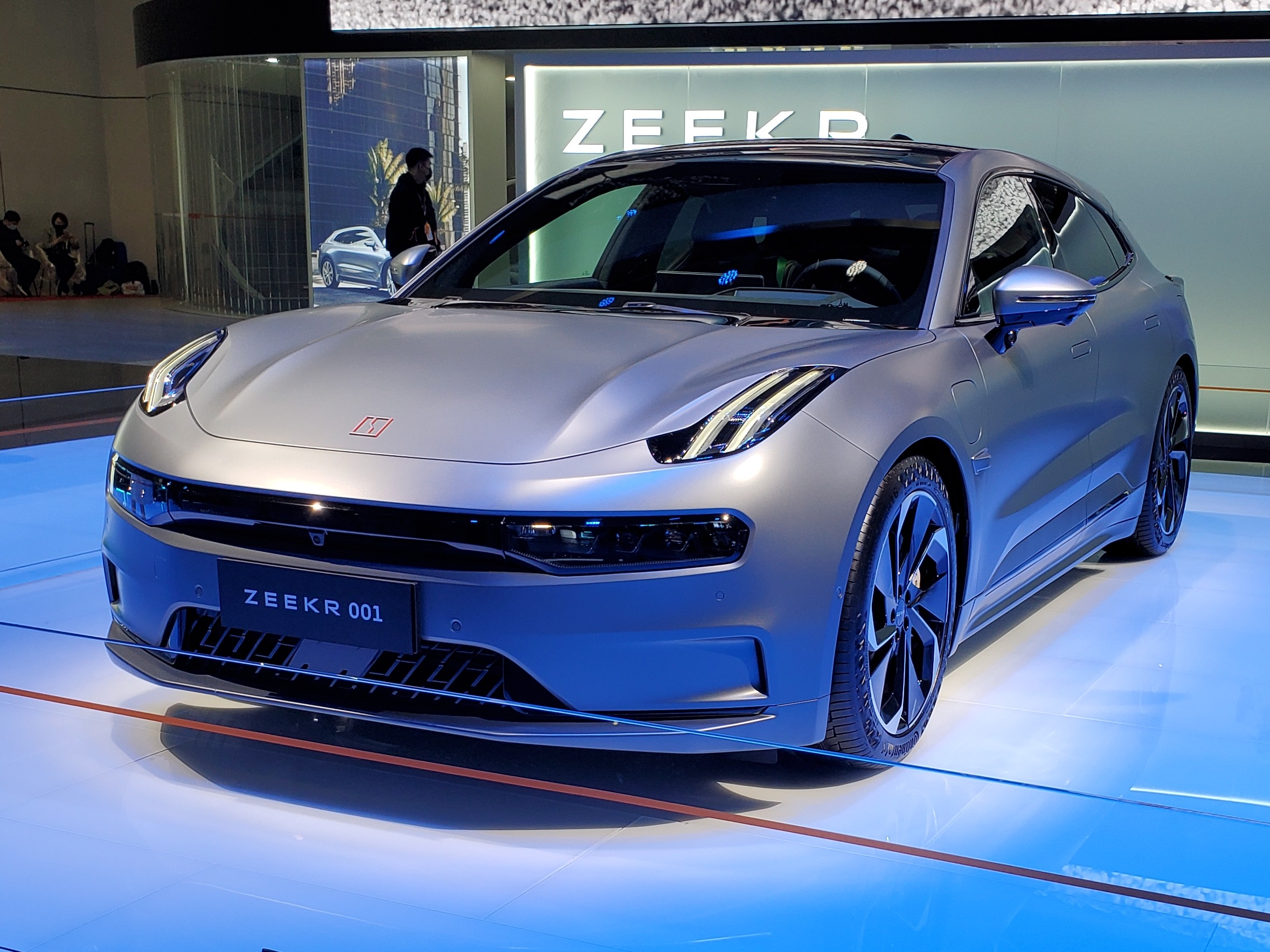
Zeekr 001

Zeekr (tiếng Trung: 极氪) là một thương hiệu xe điện của nhà sản xuất ô tô Geely của Trung Quốc.

## Lịch sử
Thương hiệu được thành lập vào tháng 3 năm 2021 với tư cách là một thương hiệu cao cấp dành cho xe điện chạy bằng pin của Tập đoàn Geely để cạnh tranh với NIO và Tesla, cùng một số hãng khác. Các mẫu xe của của Zeekr sẽ dựa trên nền tảng SEA được giới thiệu vào mùa thu năm 2020.

## Mẫu xe
Là mẫu xe đầu tiên, Zeekr 001 đã được giới thiệu tại Triển lãm ô tô Thượng Hải vào tháng 4 năm 2021. Việc ra mắt thị trường diễn ra vào tháng 10 năm 2021 tại thị trường nội địa Trung Quốc. Từ năm 2022, Shooting Brake cũng sẽ được bán bên ngoài Trung Quốc. Tập đoàn Geely đã cho thấy triển vọng đầu tiên về chiếc xe này vào tháng 9 năm 2020 với chiếc xe concept Zero Concept. Tuy nhiên, điều này vẫn được trình bày dưới thương hiệu Lynk & Co.